# Lancer du poids masculin aux Jeux olympiques d'été de 1952
Navigation
Londres 1948 Melbourne 1956
L'épreuve du lancer du poids masculin aux Jeux olympiques de 1952 s'est déroulée le 21 juillet 1952 au Stade olympique d'Helsinki, en Finlande.  Elle est remportée par l'Américain Parry O'Brien.

## Résultats

### Finale
| Rang               | Athlète              | Pays             | Essais | Essais | Essais | Essais | Essais | Essais | Marque | Note |
| Rang               | Athlète              | Pays             | 1      | 2      | 3      | 4      | 5      | 6      | Marque | Note |
| ------------------ | -------------------- | ---------------- | ------ | ------ | ------ | ------ | ------ | ------ | ------ | ---- |
| Médaille d'or      | Parry O'Brien        | États-Unis       | 17.41  | 17.21  | 16.79  | 16.87  | 17.12  | 16.53  | 17.41  | OR   |
| Médaille d'argent  | Darrow Hooper        | États-Unis       | 17.02  | 16.59  | 17.08  | 16.90  | 16.93  | 17.39  | 17.39  |      |
| Médaille de bronze | James Fuchs          | États-Unis       | 16.93  | x      | x      | x      | 17.06  | x      | 17.06  |      |
| 4                  | Oto Grigalka         | Union soviétique | 16.53  | 16.78  | 15.91  | 16.27  | 16.29  | 16.33  | 16.78  |      |
| 5                  | Roland Nilsson       | Suède            | 16.55  | 16.08  | 16.33  | x      | x      | x      | 16.55  |      |
| 6                  | John Savidge         | Grande-Bretagne  | 16.17  | 16.18  | x      | 16.19  | 16.03  | x      | 16.19  |      |
| 7                  | Georgy Fyodorov      | Union soviétique | 15.98  | 16.01  | 16.06  |        |        |        | 16.06  |      |
| 8                  | Per Stavem           | Norvège          | 15.14  | 16.02  | 15.31  |        |        |        | 16.02  |      |
| 9                  | Jiří Skobla          | Tchécoslovaquie  | 15.73  | 15.60  | 15.92  |        |        |        | 15.92  |      |
| 10                 | Tadeusz Krzyżanowski | Pologne          | 15.08  | 14.57  | 14.32  |        |        |        | 15.08  |      |
| 11                 | Lucien Guillier      | France           | 13.94  | 14.46  | 14.84  |        |        |        | 14.84  |      |
| 12                 | Angiolo Profeti      | Italie           | 14.59  | 14.00  | 14.74  |        |        |        | 14.74  |      |
| 13                 | Alois Schwabl        | Autriche         | 14.43  | 14.20  | 14.45  |        |        |        | 14.45  |      |